# L'eau froide
L'eau froide é um filme francês dirigido por Olivier Assayas e lançado em 1994.